# Tószeg
Tószeg község Jász-Nagykun-Szolnok vármegye Szolnoki járásában.

## Fekvése
Tószeg alacsonyan fekvő alföldi település Jász-Nagykun Szolnok vármegye középnyugati részén, a Tisza jobb partján, a megyeszékhely Szolnoktól 9 kilométerre. A szomszédos települések: észak felől Szolnok, kelet felől a városhoz csatolt Szandaszőlős, délkelet felől Rákóczifalva (e két utóbbi a Tisza túlpartján), dél felől Tiszavárkony, délnyugat felől Jászkarajenő, nyugat felől Kőröstetétlen, északnyugat felől pedig Abony.
A Tiszán felül nagyobb élővize még a településtől északra a folyóba ömlő Gerje-Perje főcsatorna. A község nevezetességei közé tartoznak a Gerje vize menti füves puszták, melyek a szomszédos települések határaiban elnyúló hasonló élőhelyekkel alkotnak szerves egészet. Sziki növényvilága és a területen megtalálható több mint 200 madárfaj egyedülálló. A Tisza-parti terület jó horgászhelyet és kirándulóhelyet kínál a természetkedvelőknek. A terület része a Közép-Tiszai Tájvédelmi Körzetnek.
A község déli határán 30 hektáros horgásztó várja a horgászat kedvelőit és a pihenni vágyókat. Külterületi része ismert és kedvelt vadászterület.

### Megközelítése
A település közúton és vasúton egyaránt megközelíthető, Közúti elérésének legfontosabb útvonala a 4625-ös út, amely Szolnok és Tiszakécske térségét köti össze, Tószegnek pedig a teljes belterületén végighúzódik. Abony irányából a 4612-es, Kőröstetétlen felől pedig a 4613-as út vezet a településre.
Vasúton a MÁV 145-ös számú Kecskemét–Szolnok-vasútvonalán érhető el. Tószeg vasútállomás Piroska megállóhely és Tiszavárkony vasútállomás között található, közúti elérését a 4625-ös útból nyugatnak kiágazó, rövidke 46 341-es út biztosítja.

## Története
Már az őskorban is lakott volt kedvező fekvése miatt, mivel árvíz esetén is megmaradtak a lakóházak.
"Tószeg magyar falu, Pest-Solt vmegyében, egy dombon, közel a Tiszához, s ut. post. Szolnokhoz délre 1 mfd. Határa róna és lapályos kiterjed 12000 holdra, mellynek 1/3 rét, 1/3 legelő, 1/3 szántó. Van 64 egész urbéri telke, melly után 2432 h. szántó, 1530 h. legelő a községnek, 220 h. réti és száraz kaszáló; a többi urasági birtok. Földje a világon legkeverékebb, majd szík, majd homok, majd gazdag fekete televényföld. Lakja 1450 lélek, kiknek 3/4 kath., 1/4 reformatus, kath. és ref. anyatemplomokkal. A helység határa szélén folyik a Tisza, de a tó és számtalan erek és mocsárok egészen elzárják a lakosságot a Tiszától, melly gyakran kiönt, különben halakkal bővelkedik. A Tiszán kivül a Gerje patak itt ömlik a tó mocsárjába; melly a helységet árviz idején annyira körülkeriti, hogy egyedül keleti oldalról marad 250 öl széles vizmentt tér, hol a helységbe juthatni. Az itt készitett házfedél cserepek e vidéken leghiresebbek. Van a helység alatt egy Laposhalom nevü domb, melly hajdan kézzel hányatott, s omlásaiból temérdek baromcsontok szakadoznak, különösen egy helyen a szakadásból korom fekete réteg látható, melly fejtegetve elkorhadt buzának látszik. A helység a nagy-abonyi uradalomhoz tartozik, s igy birtokosait lásd Abonynál." Fényes Elek, 1851.
"Tószeg nagyközség Pest-Pilis-Solt-Kiskun vármegye kecskeméti járásában, (1891) 3312 magyar lak., postahivatallal és postatakarékpénztárral, hires régészeti lelőteleppel"
A Pallas nagy lexikona, 16. köt., 1897.
"Tószeg nagyközség Magyarországon, Jász-Nagykun-Szolnok m.-ben, a Közép-Tiszavidékhez tartozó Közép-tiszai-ártér: Szolnoki-ártér kistájegységében, Szolnoktól D-re a Gerje-Perje-pataknál; 4503 l. Határában bronzkori leleteket tártak fel."
"Tószeg helység Szolnok megyében' [[[1368]]: Thozegh: Bártfai Szabó: Pest m. 85]. Olyan településre vonatkozik, amelyik egy tónak a szögletében, zugában épült."

### Tószeg története
A községet először 1368-ban Nagy Lajos király ceglédi adománylevele említi, Thozegh alakban. Neve két részből összetett, előtagja: tó urali, utótagja: szeg ugor eredetű. Valószínű magyar eredetű település, kedvező fekvése miatt a honfoglalók igen korán megszállták, és attól kezdve folyamatosan lakott. Ezt bizonyítják az oklevelekben szereplő gyakori névelőfordulások.
A 15. században valószínűleg a Wesseni (Vezsenyi) család birtoka, melyet 1466-ban Mátyás király Kinizsi Pálnak adományoz. Világi birtokosai a 16. században gyakran cserélődtek. A török kor kezdetétől 1578-ig Werbőczy-birtok. A török hódoltság alatt a budai handzsákhoz tartozik. Ebben az időben püspöki mezőváros, amit a reformációra való áttérés miatt elveszít. A 16. század második felében erősödik a reformáció hatása, a két gyülekezet Alvég és Felvég falurészekben különül el. A 18. század elején jelentős számú új betelepülő érkezik a faluba, akik hagyományukat, mesterségüket is magukkal hozzák, például a mezőtúriak a fazekasságot.
Tószeg Kelet-Európa legelső megvizsgált bronzkori telepét, a Laposhalmot mondhatja magáénak, amit a népnyelv „Kucorgó” névre keresztelt át. A Laposhalom régészeti feltárása 1876-ban indult és több ütemben történt. A talált leletek szerepelnek a londoni British Múzeum, a szolnoki Damjanich János Múzeum és a helyi múzeum állandó kiállításán. A Damjanich Múzeum legérdekesebb tószegi lelete egy mamutagyarból faragott pohár, mely 1960-ban került elő a Tisza medréből.
1700-ban már pecsétje volt a településnek, ami sajnos elveszett a második világháborúban.
Magyarország történetének jelentős eseményei Tószeg történetében is meghatározó szereppel bírtak. Az 1700-as évek eleji Rákóczi-szabadságharc eseményei a falu területét is elérték, és az itt élők is kivették részüket a harcokból. Az 1848–49-es forradalom és szabadságharc idején 94 nemzetőr állítására kötelezték a települést. Tószeg határában ütköztek meg a császári csapatok a Szolnokot védő Damjanich János tábornok vezette sereggel. 1912-ben, a katolikus temetőben honvéd-emlékművet avattak. 1896-ban Kossuth Lajos mellszobrát a fia, Kossuth Ferenc avatta fel a község piac terén. Ez a szobor a negyedik legrégibb Kossuth-szobor, amelyet Somogyi Soma pesti kőfaragó készített. Az 1896-ban átadott ércből készült Kossuth-szobor a második világháborúban a községháza pincéjében összetört. Ezt pótolták a 2. Kossuth-szoborral, mely az általános iskola melletti parkban kapott helyet. Jelenleg ugyanitt a 3. Kossuth-szobrot találjuk
Az első világháborúban 1320 tószegit soroztak be, közülük 126-an sosem tértek haza. 1925-ben az első világháborúban hősi halált halt tószegi katonáknak emléket állító szobrot lepleztek le a katolikus templom kertjében.
A második világháború 124 tószegi áldozatot követelt, emlékükre 1990-ben emlékoszlopot állítottak a vasútállomással szemközti emlékparkban. A harcok a települést is érintették, alig volt épület, amelyet lövés ne ért volna. Leégett a községháza is minden irattal együtt.
Az 1956-os forradalom és szabadságharc emlékét őrzi a 2004. október 23-án, a szociális szolgáltató központ falán felavatott emléktábla és a katolikus temetőben levő kopjafa.

## Közélete

### Polgármesterei
- 1990–1994: Papp István (független)[6]
- 1994–1998: Papp István (független)[7]
- 1998–2002: Papp István (független)[8]
- 2002–2006: Papp István (független)[9]
- 2006–2007: Papp István (független)[10]
- 2008–2010: Dr. Gyuricza Miklós (független)[11]
- 2010–2014: Dr. Gyuricza Miklós (független)[12]
- 2014–2019: Dr. Gyuricza Miklós (független)[13]
- 2019–2024: Dr. Gyuricza Miklós (független)[14]
- 2024– : Dr. Gyuricza Miklós (független)[1]

A településen 2008. február 10-én időközi polgármester-választást tartottak, az előző polgármester lemondása miatt.

## Népesség
A település népességének változása:
| Lakosok száma | 4382 | 4351 | 4331 | 4283 | 4229 | 4231 | 4223 |
|               | 2013 | 2014 | 2017 | 2021 | 2022 | 2023 | 2024 |

2001-ben a település lakosságának közel 100%-a magyar nemzetiségűnek vallotta magát, de kisebb roma közösség is él itt.
A 2011-es népszámlálás során a lakosok 88,9%-a magyarnak, 1,7% cigánynak, 0,6% németnek, 0,2% románnak mondta magát (11% nem nyilatkozott; a kettős identitások miatt a végösszeg nagyobb lehet 100%-nál). A vallási megoszlás a következő volt: római katolikus 41,6%, református 9,4%, görögkatolikus 0,5%, evangélikus 0,2%, felekezeten kívüli 22,1% (25,2% nem nyilatkozott).
2022-ben a lakosság 91,1%-a vallotta magát magyarnak, 0,7% cigánynak, 0,3% németnek, 0,2% románnak, 0,1-0,1% ukránnak, szlováknak és örménynek, 2,5% egyéb, nem hazai nemzetiségűnek (8,7% nem nyilatkozott; a kettős identitások miatt a végösszeg nagyobb lehet 100%-nál). Vallásuk szerint 24,9% volt római katolikus, 6,5% református, 0,4% görög katolikus, 0,4% evangélikus, 0,1% ortodox, 0,6% egyéb keresztény, 0,5% egyéb katolikus, 23,4% felekezeten kívüli (42,9% nem válaszolt).

## Ismert személyek
Szilágyi Réka (1996-)  tószegi származású magyar gerelyhajító és olimpikon.

## Intézmények
- Polgármesteri Hivatal
- Általános Iskola és Napközi Otthonos Óvoda Archiválva 2009. április 13-i dátummal a Wayback Machine-ben
- Községi Közkönyvtár
- Múzeum
- Szociális szolgáltató központ

## Nevezetességei
- Régészeti kiállítás
- Tószeg KSE
- Szent Mihály templom (római katolikus)
- Tószegi Református templom
- II. Világháborús Emlékmű
- Tószegi halastó
- Csónakázó Tó

## Képgaléria

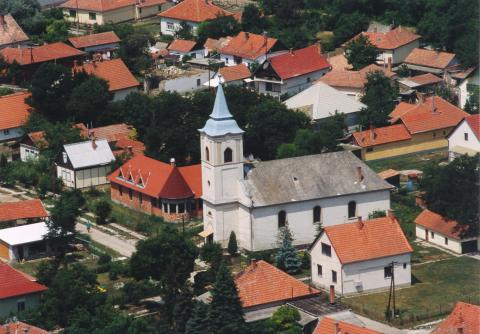
Református templom
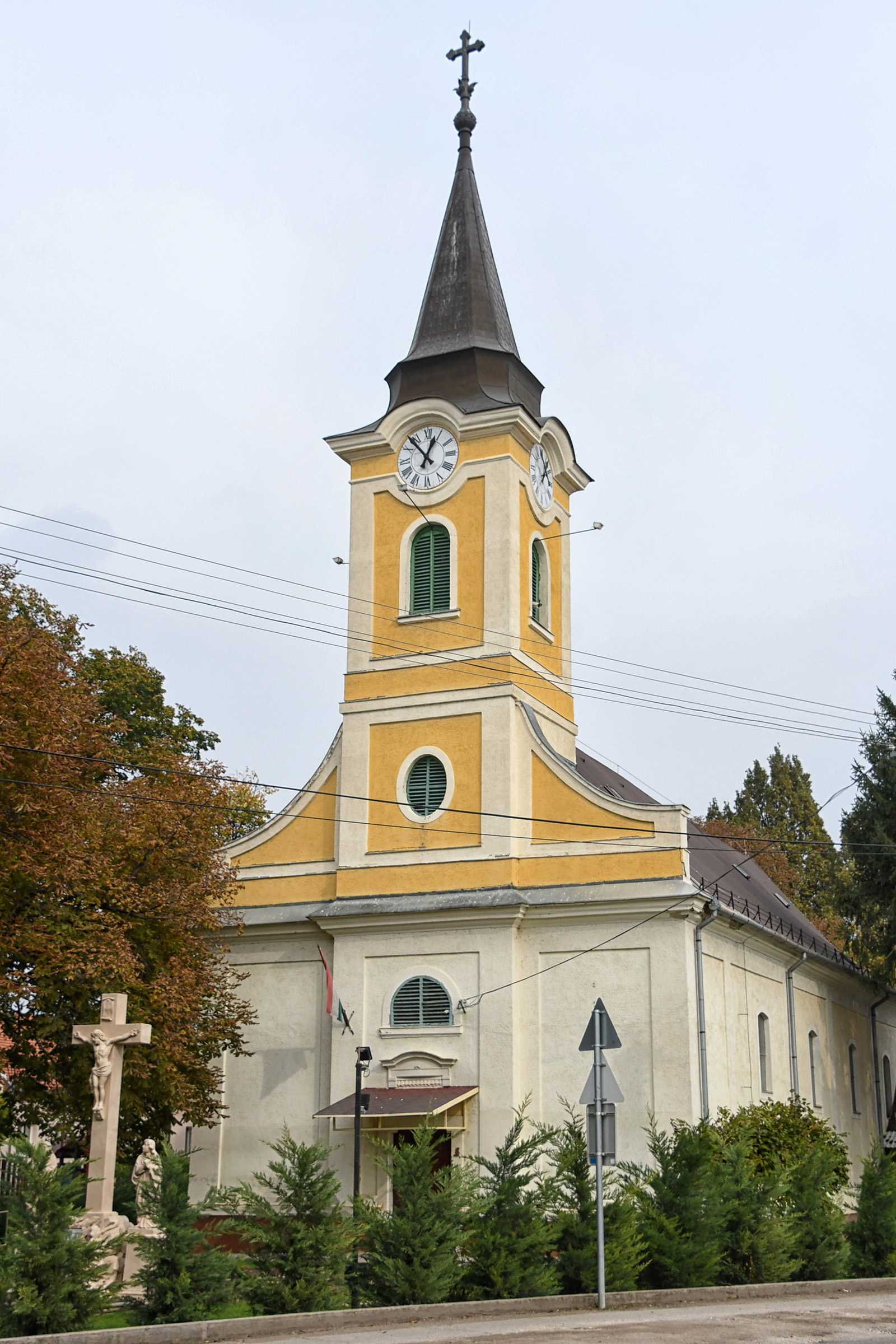
Római katolikus templom
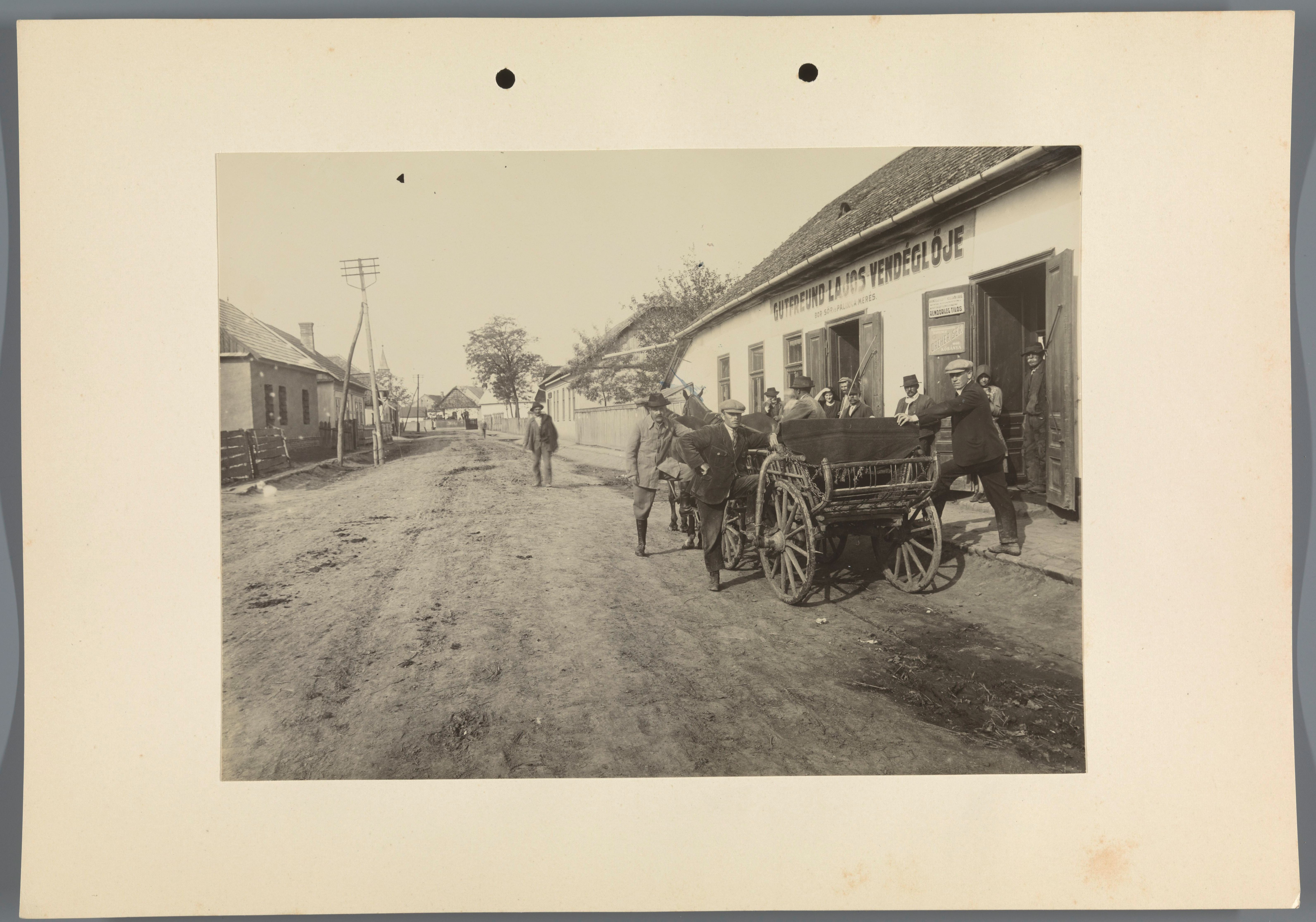
Archív kép 1928-ból.
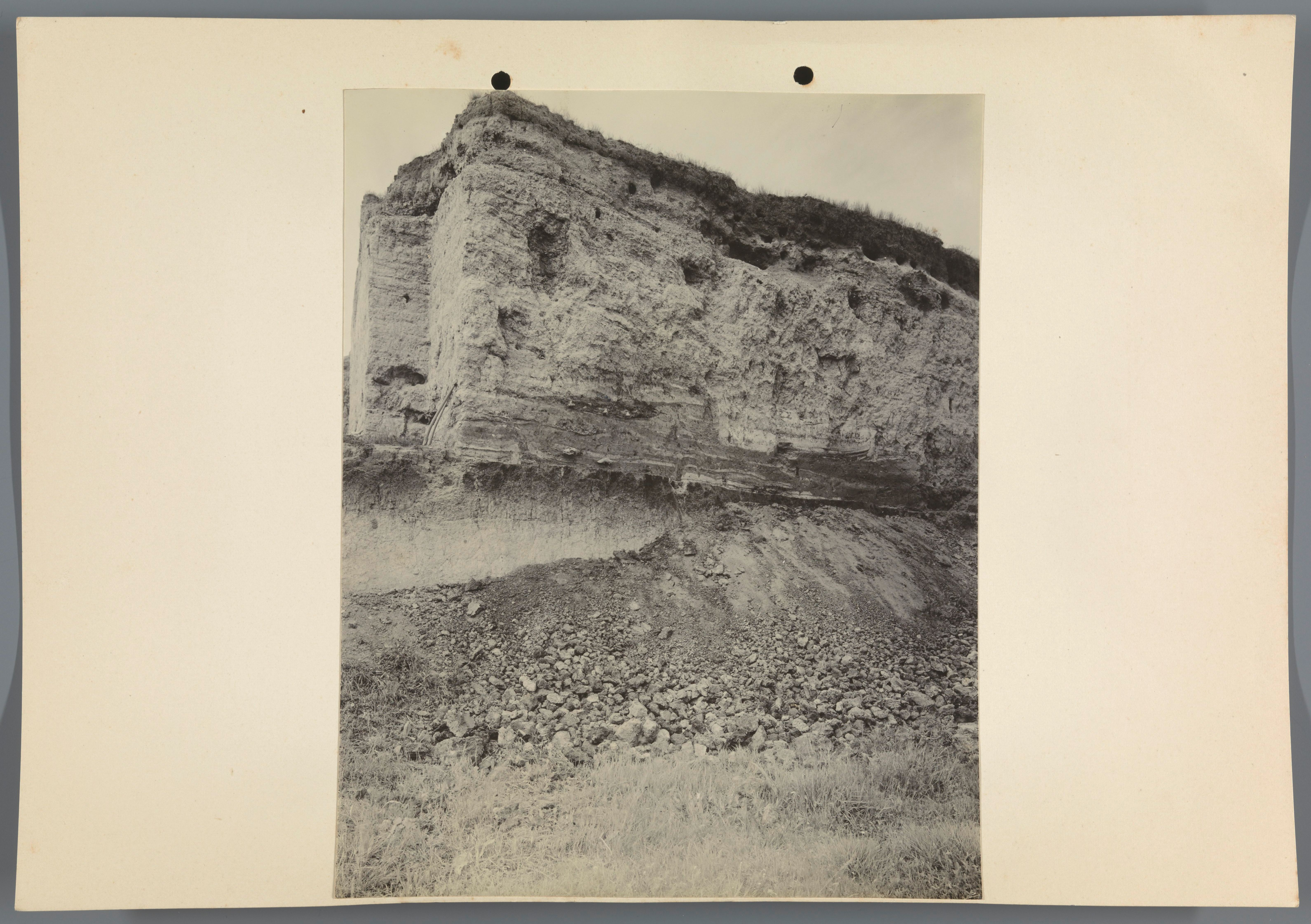
A Laposhalom régészeti feltárása 1928-ban. (1.)
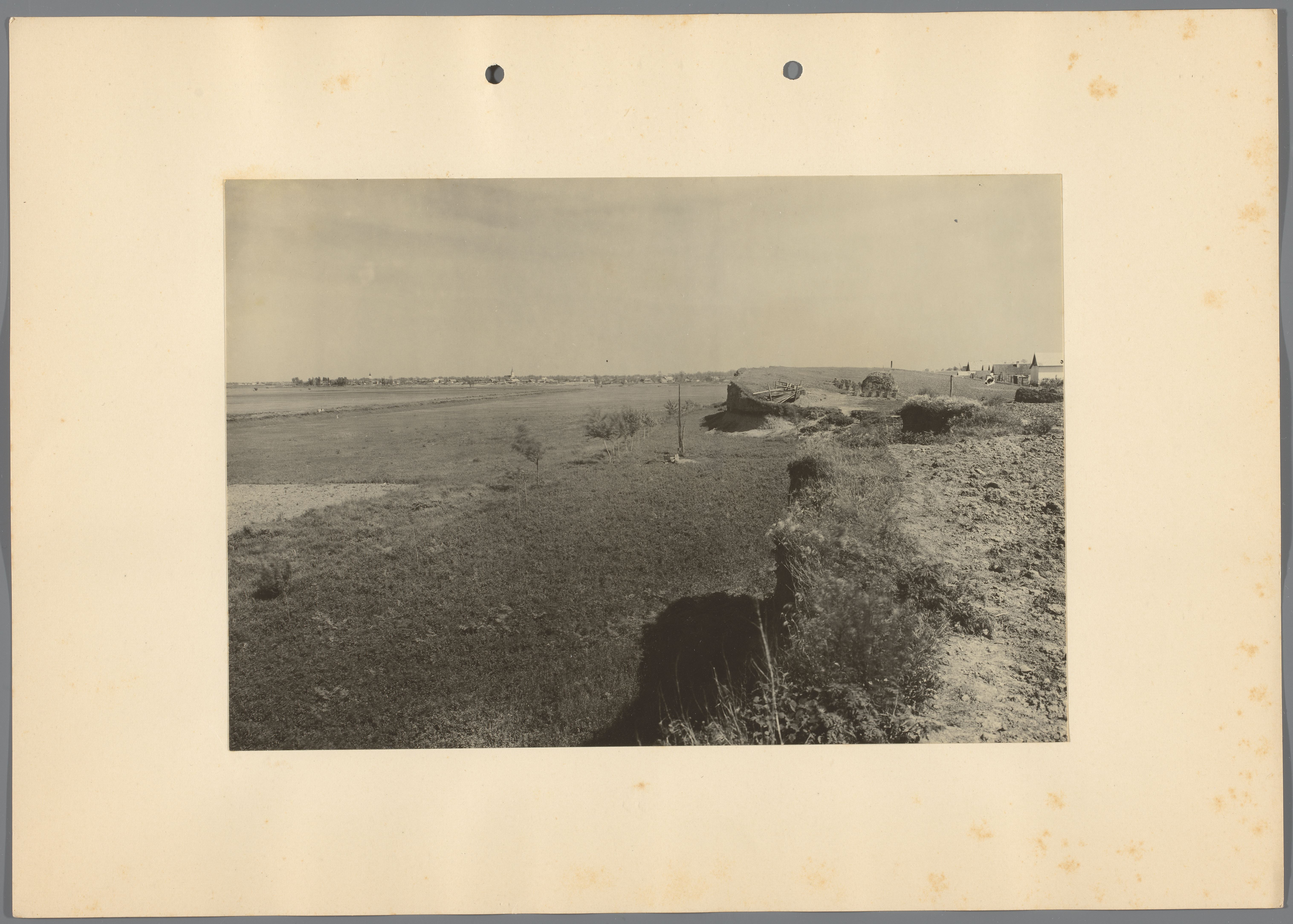
A Laposhalom régészeti feltárása 1928-ban. (2.)
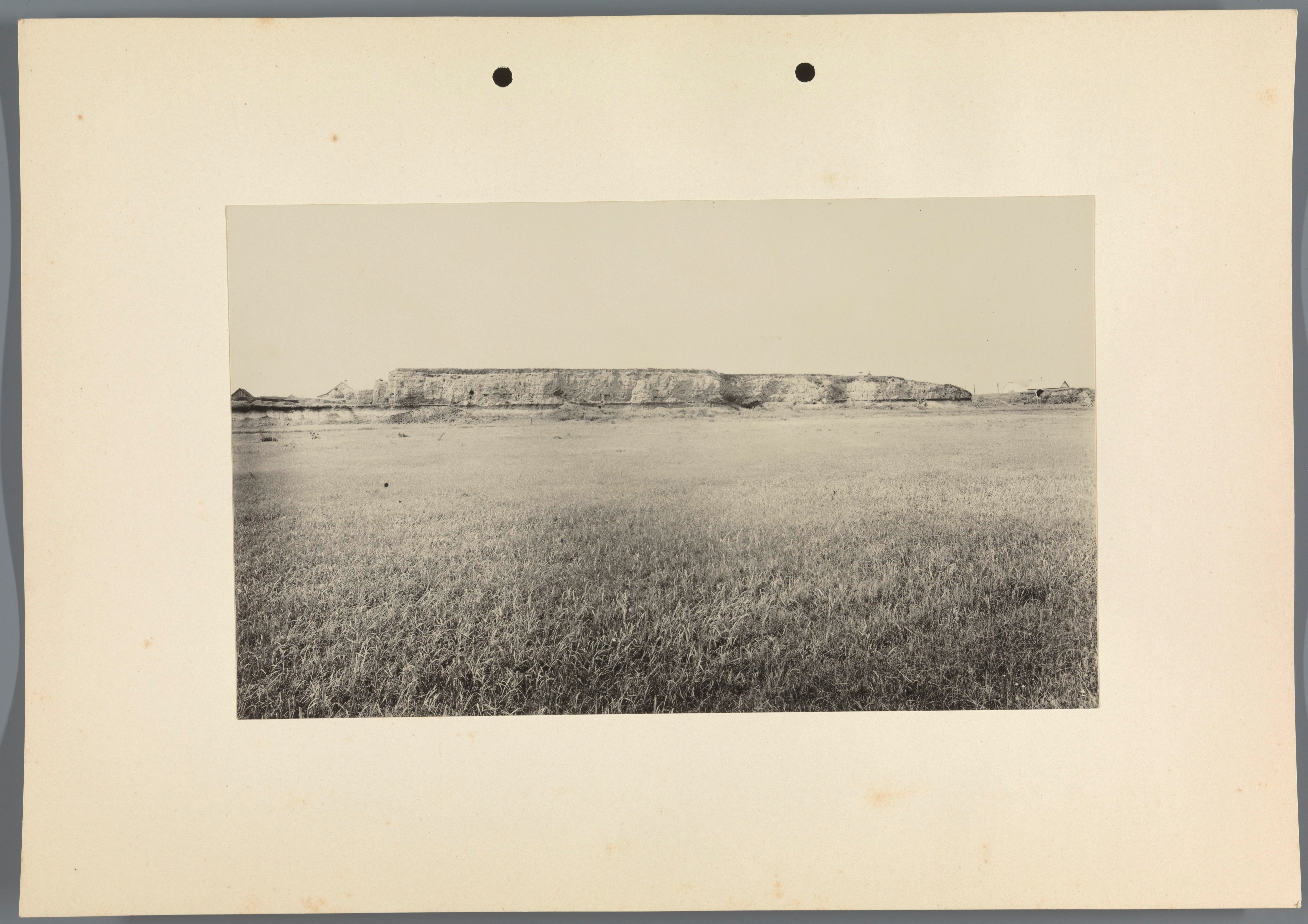
A Laposhalom régészeti feltárása 1928-ban. (3.)
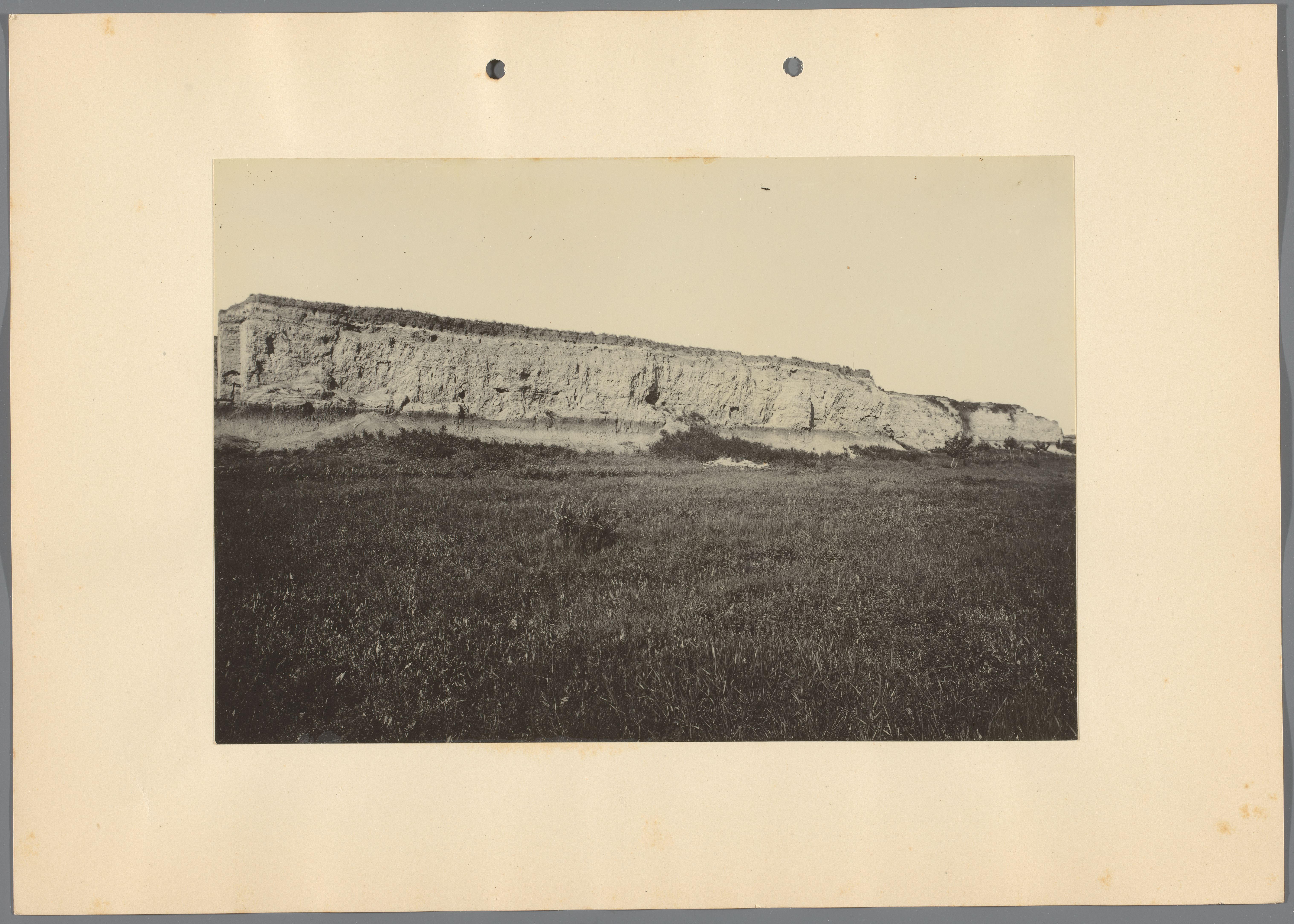
A Laposhalom régészeti feltárása 1928-ban. (4.)
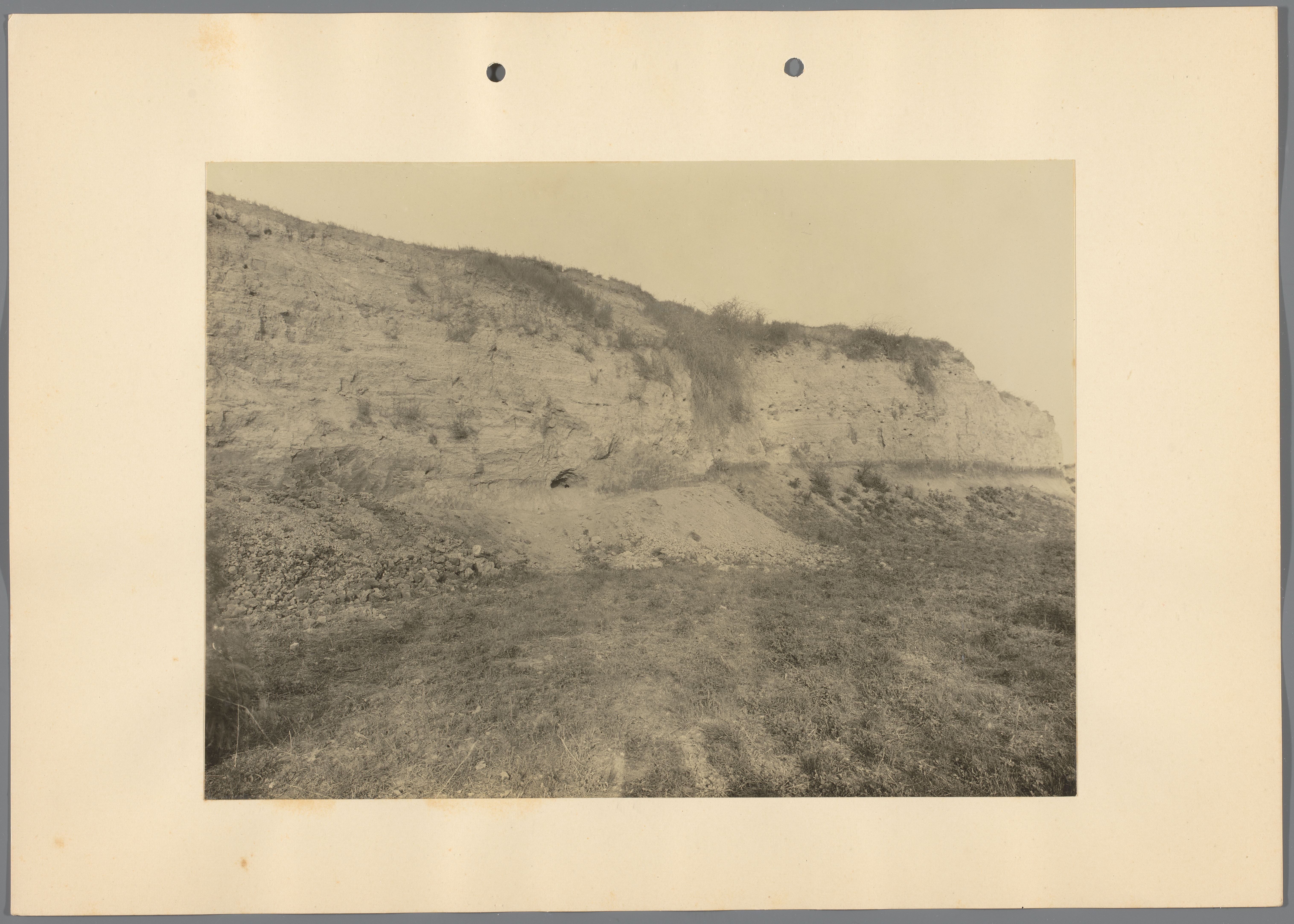
A Laposhalom régészeti feltárása 1928-ban. (5.)
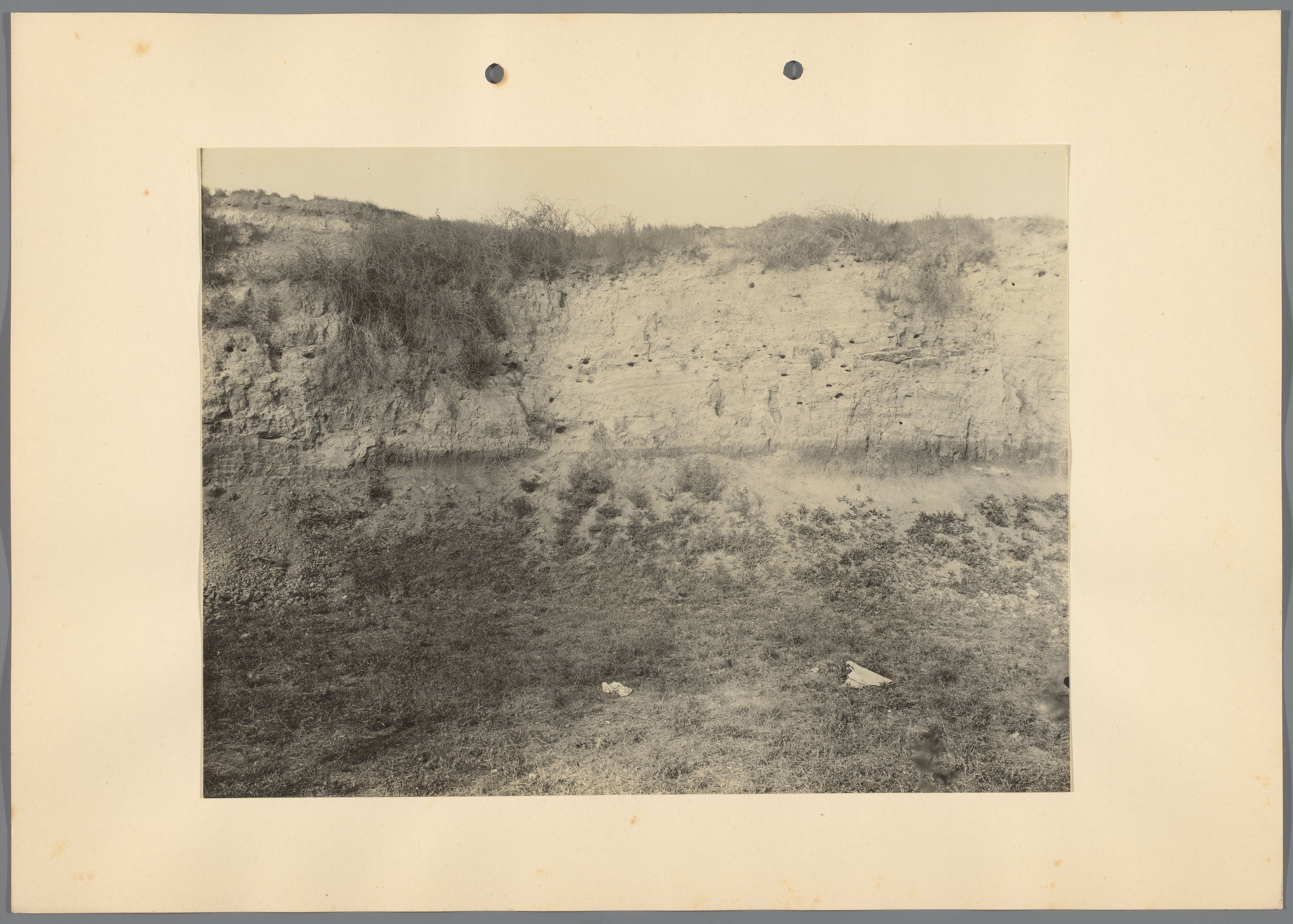
A Laposhalom régészeti feltárása 1928-ban. (6.)